# Oskar von Hutier
Oskar von Hutier (Erfurt, 27 d'agost de 1857 – Berlín, 5 de desembre de 1934) fou un militar alemany, un dels més exitosos i innovadors de la Primera Guerra Mundial. La seva màxima contribució a la doctrina militar va ser la invenció i desenvolupament de les tàctiques d'infiltració, com a resposta a la situació estàtica de la guerra de trinxeres i que seria profusament utilitzada per les Sturmtruppen, les tropes d'assalt alemanyes.
Durant el primer any de la Primera Guerra Mundial, von Hutier va estar destinat al front occidental, període durant el qual va comandar una divisió. Va complir correctament el seu comandament, però va ser a partir de l'any 1915, quan va ser enviat al front oriental com a nou comandant del VIII Cos d'Exèrcit, adscrit al 10è Exèrcit alemany, quan va aconseguir veritablement destacar en la carrera militar. Des del seu nou càrrec, von Hutier va contribuir notablement a l'èxit de les operacions militars alemanyes, ja que l'exèrcit alemany va conquerir àmplies zones de Rússia i de Lituània durant els dos anys següents a la seva nominació.
El 1917 va ser ascendit a general d'exèrcit i va començar a fer una aplicació pràctica de les lliçons que havia après al llarg dels tres anys de guerra, mitjançant l'estudi i anàlisi de les tàctiques utilitzades pels exèrcits contendents. Va concebre d'aquesta manera una nova estratègia, amb la qual pretenia que els exèrcits alemanys aconseguissin per fi una ruptura del front de l'exèrcit francès i la seva posterior explotació mitjançant la penetració a la rereguarda enemiga, evitant així la guerra de trinxeres que tenia estabilitzat el front occidental gairebé des del començament de la guerra. Aquesta nova tàctica finalment aconseguiria l'èxit en la seva aplicació el 1917 i 1918.